# Моја Африка (филм)
Моја Африка (енгл. Out of Africa) амерички је епски љубавно-драмски филм из 1985. године, режисера и продуцента Сиднија Полака, заснован на истоименим мемоарима Карен Бликсен (које је 1937. објавила под псеудонимом „Исак Динесен”), њеној књизи Сенке на трави, као и другим изворима. Главне улоге у филму тумаче Мерил Стрип, Роберт Редфорд и Клаус Марија Брандауер. Радња прати Бликсенову која се из Данске преселила у Најроби са супругом, за којег се удала из интереса, како би основали плантажу, и тамо упознаје љубав свог живота – шармантног пустолова Дениса Финча.
Филм је наишао на позитивне реакције критичара и зарадио је преко 227 милиона долара. Био је номинован за једанаест Оскара, а победу је однео у седам категорија, укључујући оне за најбољи филм, најбољу режију и најбољи адаптирани сценарио. Амерички филмски институт је 2002. сместио филм на 13. место своје листе 100 најбољих љубавних филмова.

## Радња
Карен Бликсен се присећа свог живота у Африци, где се преселила 1913. као неудата, богата Данкиња.
Након што ју је одбацио њен љубавник, шведски племић, она тражи од његовог брата, барона Брора Бликсена, са којим је у добрим пријатељским односима, да се венчају из обостране погодности, и они се селе у околину Најробија, у британској источној Африци. Користећи њена средства, он треба да успостави млекарски ранч, а она ће му се придружити неколико месеци касније, када ће се венчати. На путу за Најроби, њен воз зауставља ловац на крупну дивљач по имену Денис Финч Хатон, који познаје њеног вереника и укрцава свој улов слоноваче.
На железничкој станици је дочекује Фарах, сомалијски старешина кога је унајмио Брор, који лично није дошао. Одведена је у недавно основани клуб Мутајга. Она улази у салон само за мушкарце да потражи свог мужа и, због њеног пола, приморана је да изађе. Карен и Брор се венчају пре краја дана, а она постаје бароница Бликсен. Потом сазнаје да је Брор променио њихов договорени план и да је потрошио свој новац на оснивање фарме кафе. Она брзо сазна да је фарма на превисокој надморској висини да би пружила велике шансе за успех. Потребна јој је Бророва помоћ у изградњи и управљању овом фармом, али он је више заинтересован за ловачке сафарије него за пољопривреду.
Карен се заљубила у Африку и тамошње људе, а задивљена је погледом на оближња брда Нгонг и Велику раседну долину. Она се брине о народу Кикују који живи на њеној земљи, оснива школу за њих, помаже њиховим медицинским потребама и арбитрира у њиховим споровима. У међувремену, она такође покушава да успостави формални европски домаћи живот упоредо са осталим колонистима више класе у овој области. Она се спријатељи са младом женом, Фелисити. После неког времена, Каренина и Бророва осећања једно према другом се продубљују и они конзумирају свој брак. Међутим, упркос својим искреним осећањима према Карен, Брор се упушта у друге љубавне афере. Да би испунила своје вечери, Карен смишља маштовите приче како би забавила своје посетиоце.
Како Први светски рат стиже до источне Африке, колонисти формирају милицију на челу са лордом Деламером, која укључује и Дениса и Брора. Војна експедиција креће у потрагу за снагама из суседне колоније немачке источне Африке. Да би обезбедила додатне залихе за милицију, Карен предводи проблематичну експедицију да их пронађе и безбедно се враћа.
Карен открива да јој је Брор пренео сифилис. Пошто није у могућности да добије одговарајући третман у Најробију, враћа се у Данску на лечење и опоравак. Брор пристаје да управља фармом док је она одсутна. Када се она врати, сада неспособна да рађа децу, Брор наставља своје сафарије и њих двоје почињу да живе одвојено.
Веза између Карен и Дениса се развија, а он долази да живи са њом. Денис купује двокрилац Де Хевиланд DH.60 Мот и често лети са Карен. Карен и Брор се разводе када Брор намери да се ожени другом женом. То доводи до тога да се Карен суочи са Денисом у вези са статусом њихове везе коју би она желела да учврсти, док би он радије задржао своју аутономију. Када Карен сазна да Денис планира да одведе Фелисити на приватни сафари, она се суочава са Денисом јер не дели њену жељу за моногамном, породичном везом. Он је уверава да жели да буде само са њом и наводи да брак није од значаја за оно што он осећа према њој. На крају, то их раздваја и, одбијајући да испуни Каренин ултиматум да не одвезе Фелисити, он се исели.
Фарма на крају даје добру жетву, али пожар уништава велики део фарме и фабрике, приморавајући Карен да распрода све. Она се припрема за повратак у Данску, истовремено апелујући на новог гувернера да обезбеди земљиште за њене Кикују раднике како би им омогућило да остану заједно, продајући већину свог преосталог поседа. Денис посећује сада празну кућу, а Карен коментарише да је кућа све време требало да буде празна и да је враћање ствари у њихово природно стање онако треба да буде. Денис каже да се тек навикао на њене ствари и да се више не осећа угодно сам сада када је схватио да су га осећања према њој променила. Он тражи да јој се придружи на њеном путу назад у Момбасу.
Док се Денис спрема да отпутује на извиђачки сафари у свом авиону, њих двоје се да се он следећег петка врати и одвезе је у Момбасу; са Карен ће затим наставити пут у Данску. Петак долази, а Денис се не појављује. Брор тада стиже да јој каже да се Денисов двокрилац срушио и изгорео. Током Денисове сахране, Карен рецитује одломак Хаусманове песме о хваљеном спортисти који умире млад, коме, као код Дениса, није суђено да пропадне у старости. Касније, пошто се спрема да оде заувек, одлази у клуб Мутајга да заврши аранжмане за прослеђивање поште. Чланови, који су почели да јој се диве, позивају је у салон само за мушкарце на здравицу. На железничкој станици даје Фараху компас који јој је Денис дао и тражи од њега да каже њено име, како би могла да чује његов глас последњи пут. Нешто касније, Фарах пише Карен у Данској, говорећи јој о пару лавова који често посећују Денисов гроб.
Како се филм завршава, текст на екрану открива да је Карен касније постала ауторка под псеудонимом Исак Динесен. Међу њеним делима су и мемоари о животу у Африци, Моја Африка. Никада се није вратила у Африку.

## Улоге
| Глумац                 | Улога                   |
| ---------------------- | ----------------------- |
| Мерил Стрип            | Карен Бликсен           |
| Роберт Редфорд         | Денис Финч Хатон        |
| Клаус Марија Брандауер | барон Брор фон Бликсен  |
| Клаус Марија Брандауер | барон Ханс фон Бликсен  |
| Мајкл Кичен            | Беркли Кол              |
| Шејн Ример             | Белнап                  |
| Малик Бауенс           | Фарах Аден              |
| Џозеф Тијака           | Каманте                 |
| Стивен Кинјанџуи       | поглавица Кинјанџуи     |
| Мајкл Гоф              | Хју Чомли, лорд Деламер |
| Сузана Хамилтон        | Фелисити Спервеј        |
| Рејчел Кемпсон         | леди Сара Белфилд       |
| Грејам Крауден         | лорд Хенри Белфилд      |
| Лесли Филипс           | сер Џозеф Берн          |